# Aidia vitiensis
Aidia vitiensis là một loài thực vật có hoa trong họ Thiến thảo. Loài này được (Seem.) Puttock mô tả khoa học đầu tiên năm 2001.